# باول ريتشاردسون
باول ريتشاردسون (بالإنجليزية: Paul Richardson)‏ (25 أكتوبر 1949 في المملكة المتحدة - ) هو لاعب كرة قدم بريطاني في مركز الوسط. لعب مع ستوك سيتي وسوانزي سيتي وسويندون تاون وشيفيلد يونايتد ونادي بلاكبول ونوتينغهام فورست ونادي تشستر سيتي وويتني تاون ‏.

## وصلات خارجية
- باول ريتشاردسون على موقع قاعدة بيانات كرة القدم.إي يو (الإنجليزية)